# غرد أباد
غرد أباد هي قرية في مقاطعة أرومية، إيران. عدد سكان هذه القرية هو 537 في سنة 2006.